# Charles Blavette
Charles Blavette (Marseille, 24 juni 1902 - Suresnes, 21 november 1967) was een Frans acteur. In ruim vijftig films was hij bijna uitsluitend in bijrollen te zien, voornamelijk in films die gesitueerd waren in Zuid-Frankrijk (Provence, Côte d'Azur, Corsica, ...).

## Leven en werk

### Ontmoeting met Marcel Pagnol
Charles Blavette was al vroeg gepassioneerd door de wereld van de film en de music hall. 
Zijn vriend en stadsgenoot, de acteur Henri Poupon, stelde hem voor aan schrijver-cineast Marcel Pagnol, een streekgenoot. Zo werd Blavette opgenomen in de 'troupe de Pagnol', de groep Provençaalse fetisjacteurs van Pagnol waarvan onder meer Raimu, Fernandel, Charpin, Orane Demazis, Maupi, Robert Vattier en Édouard Delmont deel uitmaakten. Blavette maakte zijn debuut als Provençaalse boer in Pagnols tweede film, Jofroi (1934), een tragikomedie naar een kortverhaal van Jean Giono, nog een streekgenoot. Datzelfde jaar castte Pagnol hem opnieuw, als messenslijper, in de Fernandelfilm Angèle, een drama naar een roman van Giono. Nog een jaar later speelde Blavette een gendarme in Pagnols komedie Cigalon. De volgende jaren werd hij nog zes keer geregisseerd door Pagnol, telkens in drama's, tragikomedies en komedies die zich in de Provence afspeelden.

### Draaien onder Renoir, Grémillon en Cayatte
Blavette werd ook gevraagd door andere bekende filmregisseurs. 
Jean Renoir schonk hem de hoofdrol in het zich in een arbeidersmilieu afspelend Provençaals drama Toni (1935) waarin Blavette uit liefde de schuld op zich neemt van een passionele moord. Kort daarna volgden de communistisch georiënteerde propagandafilm La vie est à nous (1936) en het zich in 1789 afspelend historisch drama La Marseillaise (1938). Ruim twintig jaar later viste Renoir Blavette nog eens op voor de rol van een herder in zijn komedie Le Déjeuner sur l'herbe (1959).
Jean Grémillon schonk Blavette bijrollen in drie drama's die allen uitgroeiden tot commerciële en artistieke successen. In L'Étrange Monsieur Victor (1938) werd hij als inspecteur gecast naast moordenaar Raimu. In Remorques (1941) was hij de luitenant op de bergingssleepboot van kapitein Jean Gabin. Lumière d'été (1943) bracht hem weer in zijn vertrouwde rol van arbeider.
Later waren Blavette en Gabin nog drie keer samen te zien: in het drama Le Port du désir (1955) was Blavette opnieuw bemanningslid van Gabin, in de komedie Archimède le clochard (1959) kroop hij weer in de hem vertrouwde huid van een gendarme. De komedie Le Jardinier d'Argenteuil (1966) ten slotte was zijn laatste film.
Blavette nam ook bijrollen voor zijn rekening in twee films van Maurice Tourneur: in het drama Le Val d'enfer (1943) en in de Georges Simenonverfilming Cécile est morte (1944). 
André Cayatte castte Blavette als rugbyspeler en uitbater van een kapsalon in zijn regisseursdebuut La fausse maîtresse (1942), een tragikomedie naar de gelijknamige roman van Honoré de Balzac. In het drama Les Amants de Vérone (1949) speelde Blavette de baas van een Venetiaanse glasfabriek en in de dramatische thriller Le Glaive et la Balance (1963) was hij bestuurder van een motorboot.

### Buitenbeentjes in de filmcarrière
Meestal verscheen Blavette in drama's, tragikomedies en komedies. Hij was zelden te zien in andere genres: behalve in de bovenvermelde thriller en in een propagandafilm werd hij drie keer geregisseerd in misdaadfilms (het bovenvermelde Cécile est morte, Henri-Georges Clouzots kassucces Quai des Orfèvres uit 1947 en Classe tous risques uit 1960, Claude Sautets tweede film) en een keer in een horrorfilm (Les Yeux sans visage uit 1960). 
Blavette overleed in 1967 op 65-jarige leeftijd.

## Filmografie
- 1934 - Jofroi (Marcel Pagnol)
- 1934 - Angèle (Marcel Pagnol)
- 1935 - Toni (Jean Renoir)
- 1935 - Cigalon (Marcel Pagnol)
- 1936 - La vie est à nous (Jean Renoir)
- 1937 - Regain (Marcel Pagnol)
- 1938 - La Marseillaise (Jean Renoir)
- 1938 - Les Filles du Rhône (Jean-Paul Paulin)
- 1938 - Le Schpountz (Marcel Pagnol)
- 1938 - La Femme du boulanger (Marcel Pagnol)
- 1938 - L'Étrange Monsieur Victor (Jean Grémillon)
- 1939 - Le Dernier Tournant (Pierre Chenal)
- 1940 - La Fille du puisatier (Marcel Pagnol)
- 1941 - Parade en sept nuits (Marc Allégret)
- 1941 - Remorques (Jean Grémillon)
- 1942 - La fausse maîtresse (André Cayatte)
- 1942 - Simplet (Fernandel)
- 1943 - La Bonne Étoile (Jean Boyer)
- 1943 - Lumière d'été (Jean Grémillon)
- 1943 - Après l'orage (Pierre-Jean Ducis)
- 1943 - Le soleil a toujours raison (Pierre Billon)
- 1943 - Le Val d'enfer (Maurice Tourneur)
- 1944 - L'Île d'amour (Maurice Cam)
- 1944 - Cécile est morte (Maurice Tourneur)
- 1945 - Naïs (Marcel Pagnol)
- 1947 - Le Charcutier de Machonville (Vicky Ivernel)
- 1947 - Quai des Orfèvres (Henri-Georges Clouzot)
- 1948 - Colomba (Émile Couzinet)
- 1949 - Les Amants de Vérone (André Cayatte)
- 1949 - L'Épave (Willy Rozier)
- 1949 - Prélude à la gloire (Georges Lacombe)
- 1952 - Manon des sources (Marcel Pagnol)
- 1952 - Le Club des 400 coups (Jacques Daroy)
- 1953 - Carnaval (Henri Verneuil)
- 1955 - Le Tournant dangereux (Robert Bibal)
- 1955 - Le Port du désir (Edmond T. Gréville)
- 1955 - Les salauds vont en enfer (Robert Hossein)
- 1958 - L'Eau vive (François Villiers)
- 1959 - Archimède le clochard (Gilles Grangier)
- 1959 - Toi, le venin (Robert Hossein)
- 1959 - Le Déjeuner sur l'herbe (Jean Renoir)
- 1960 - Les Yeux sans visage (Georges Franju)
- 1960 - Classe tous risques (Claude Sautet)
- 1961 - Une aussi longue absence (Henri Colpi)
- 1962 - Le Soleil dans l'œil (Jacques Bourdon)
- 1962 - La Vendetta (Jean Chérasse)
- 1962 - Mon oncle du Texas (Robert Guez)
- 1963 - Le Glaive et la Balance (André Cayatte)
- 1963 - Le Roi du village (Henri Gruel)
- 1965 - Dis-moi qui tuer (Étienne Périer)
- 1966 - Le Jardinier d'Argenteuil (Jean-Paul Le Chanois)